# Населення Екваторіальної Гвінеї
Населення Екваторіальної Гвінеї. Чисельність населення країни 2015 року становила 740,7 тис. осіб (166-те місце у світі). Чисельність гвінейців стабільно збільшується, народжуваність 2015 року становила 33,31 ‰ (32-ге місце у світі), смертність — 8,19 ‰ (89-те місце у світі), природний приріст — 2,51 % (23-тє місце у світі) . 

## Природний рух

### Відтворення
Народжуваність в Екваторіальній Гвінеї, станом на 2015 рік, дорівнює 33,31 ‰ (32-ге місце у світі). Коефіцієнт потенційної народжуваності 2015 року становив 4,57 дитини на одну жінку (24-те місце у світі). Рівень застосування контрацепції 12,6 % (станом на 2011 рік).
Смертність в Екваторіальній Гвінеї 2015 року становила 8,19 ‰ (89-те місце у світі).
Природний приріст населення в країні 2015 року становив 2,51 % (23-тє місце у світі).

### Вікова структура

Віково-статева піраміда населення Екваторіальної Гвінеї, 2016 рік

Середній вік населення Екваторіальної Гвінеї становить 19,6 року (194-те місце у світі): для чоловіків — 19,1, для жінок — 20,1 року. Очікувана середня тривалість життя 2015 року становила 63,85 року (183-тє місце у світі), для чоловіків — 62,76 року, для жінок — 64,97 року.
Вікова структура населення Екваторіальної Гвінеї, станом на 2015 рік, виглядає таким чином:
- діти віком до 14 років — 40,47 % (152 305 чоловіків, 147 454 жінки);
- молодь віком 15—24 роки — 19,55 % (73 728 чоловіків, 71 086 жінок);
- дорослі віком 25—54 роки — 31,74 % (116 937 чоловіків, 118 148 жінок);
- особи передпохилого віку (55—64 роки) — 4,24 % (13 519 чоловіків, 17 884 жінки);
- особи похилого віку (65 років і старіші) — 4,01 % (12 462 чоловіки, 17 220 жінок)[1].

## Розселення
Густота населення країни 2015 року становила 30,1 особи/км² (153-тє місце у світі).

### Урбанізація
Екваторіальна Гвінея середньоурбанізована країна. Рівень урбанізованості становить 39,9 % населення країни (станом на 2015 рік), темпи зростання частки міського населення — 3,12 % (оцінка тренду за 2010—2015 роки).
Головні міста держави: Малабо (столиця) — 145,0 тис. осіб (дані за 2014 рік).

### Міграції
Річний рівень еміграції 2015 року становив 0 ‰ (99-те місце у світі). Цей показник не враховує різниці між законними і незаконними мігрантами, між біженцями, трудовими мігрантами та іншими.

## Расово-етнічний склад
| Етнічний склад (2015 рік) | Етнічний склад (2015 рік) | Етнічний склад (2015 рік) | Етнічний склад (2015 рік) | Етнічний склад (2015 рік) |
| ------------------------- | ------------------------- | ------------------------- | ------------------------- | ------------------------- |
| Етнос:                    |                           |                           | Відсоток:                 |                           |
| фанг                      | фанг                      |                           | 85.7%                     | 85.7%                     |
| бубі                      | бубі                      |                           | 6.5%                      | 6.5%                      |
| мдове                     | мдове                     |                           | 3.6%                      | 3.6%                      |
| аннобонці                 | аннобонці                 |                           | 1.6%                      | 1.6%                      |
| квасьо                    | квасьо                    |                           | 1.1%                      | 1.1%                      |
| інші                      | інші                      |                           | 1.4%                      | 1.4%                      |

Головні етноси країни: фанг — 85,7 %, бубі — 6,5 %, мдове — 3,6 %, аннобонці — 1,6 %, квасьо (бужеба) — 1,1 %, інші — 1,4 % населення (дані перепису 1994 року).

## Мови
| Мови Екваторіальної Гвінеї (1994 рік) | Мови Екваторіальної Гвінеї (1994 рік) | Мови Екваторіальної Гвінеї (1994 рік) | Мови Екваторіальної Гвінеї (1994 рік) | Мови Екваторіальної Гвінеї (1994 рік) |
| ------------------------------------- | ------------------------------------- | ------------------------------------- | ------------------------------------- | ------------------------------------- |
| Мова:                                 |                                       |                                       | Відсоток:                             |                                       |
| іспанська                             | іспанська                             |                                       | 67.6%                                 | 67.6%                                 |
| французька                            | французька                            |                                       | %                                     | %                                     |
| фанг                                  | фанг                                  |                                       | %                                     | %                                     |
| бубі                                  | бубі                                  |                                       | %                                     | %                                     |

Офіційна мова: іспанська — розмовляє 67,6 % населення країни. Інші поширені мови: французька, фанг, бубі (згідно з даними перепису 1994 року).

## Релігії
| Релігії в Екваторіальній Гвінеї (2011 рік) | Релігії в Екваторіальній Гвінеї (2011 рік) | Релігії в Екваторіальній Гвінеї (2011 рік) | Релігії в Екваторіальній Гвінеї (2011 рік) | Релігії в Екваторіальній Гвінеї (2011 рік) |
| ------------------------------------------ | ------------------------------------------ | ------------------------------------------ | ------------------------------------------ | ------------------------------------------ |
| Віросповідання:                            |                                            |                                            | Відсоток:                                  |                                            |
| християни                                  | християни                                  |                                            | 99%                                        | 99%                                        |

Головні релігії й вірування, які сповідує, і конфесії та церковні організації, до яких відносить себе населення країни: номінальне християнство (переважно римо-католицтво) з дотриманням місцевих культів і обрядів.

## Освіта
Рівень письменності 2015 року становив 95,3 % дорослого населення (віком від 15 років): 97,4 % — серед чоловіків, 93 % — серед жінок. (173-тє місце у світі).

## Охорона здоров'я
Забезпеченість лікарняними ліжками у стаціонарах — 2,1 ліжка на 1000 мешканців (станом на 2010 рік). Загальні витрати на охорону здоров'я 2014 року становили 3,8 % ВВП країни (149-те місце у світі).
Смертність немовлят до 1 року, станом на 2015 рік, становила 69,17 ‰ (14-те місце у світі); хлопчиків — 70,21 ‰, дівчаток — 68,09 ‰. Рівень материнської смертності 2015 року становив 342 випадків на 100 тис. народжень (47-ме місце у світі).
Екваторіальна Гвінея входить до складу ряду міжнародних організацій: Міжнародного руху (ICRM) і Міжнародної федерації товариств Червоного Хреста і Червоного Півмісяця (IFRCS), Дитячого фонду ООН (UNISEF), Всесвітньої організації охорони здоров'я (WHO).

### Захворювання
Потенційний рівень зараження інфекційними хворобами в країні дуже високий. Найпоширеніші інфекційні захворювання: діарея, гепатит А, черевний тиф, малярія, гарячка денге, сказ (станом на 2016 рік).
2014 року було зареєстровано 31,6 тис. хворих на СНІД (70-те місце в світі), це 6,16 % населення в репродуктивному віці 15—49 років (11-те місце у світі). Смертність 2014 року від цієї хвороби становила приблизно 800 осіб (71-ше місце у світі).
Частка дорослого населення з високим індексом маси тіла 2014 року становила 16,2 % (129-те місце у світі); частка дітей віком до 5 років зі зниженою масою тіла становила 5,6 % (оцінка на 2010 рік). Ця статистика показує як власне стан харчування, так і наявну/гіпотетичну поширеність різних захворювань.

### Санітарія
Доступ до облаштованих джерел питної води 2015 року мало 72,5 % населення в містах і 31,5 % в сільській місцевості; загалом 47,9 % населення країни. Відсоток забезпеченості населення доступом до облаштованого водовідведення (каналізація, септик): в містах — 79,9 %, в сільській місцевості — 71 %, загалом по країні — 74,5 % (станом на 2015 рік). Споживання прісної води, станом на 2005 рік, дорівнює 0,02 км³ на рік, або 31,41 тонни на одного мешканця на рік: з яких 80 % припадає на побутові, 15 % — на промислові, 5 % — на сільськогосподарські потреби.

## Соціально-економічне становище
Співвідношення осіб, що в економічному плані залежать від інших, до осіб працездатного віку (15—64 роки) загалом становить 72,9 % (станом на 2015 рік): частка дітей — 67,9 %; частка осіб похилого віку — 5 %, або 20 потенційно працездатних на 1 пенсіонера. Загалом ці показники характеризують рівень потреби державної допомоги в секторах освіти, охорони здоров'я та пенсійного забезпечення, відповідно. Дані про відсоток населення країни, що перебуває за межею бідності, відсутні. Дані про розподіл доходів домогосподарств в країні відсутні.
Станом на 2013 рік, у країні 300 тис. осіб не має доступу до електромереж; 66 % населення має доступ, у містах цей показник дорівнює 93 %, у сільській місцевості — 48 %. Рівень проникнення інтернет-технологій низький. Станом на липень 2015 року в країні налічувалось 158 тис. унікальних інтернет-користувачів (167-ме місце у світі), що становило 21,3 % загальної кількості населення країни.

### Трудові ресурси
Загальні трудові ресурси 2007 року становили 195,2 тис. осіб (173-тє місце у світі). Безробіття 2009 року дорівнювало 22,3 % працездатного населення (173-тє місце у світі);

## Кримінал

### Торгівля людьми
Згідно зі щорічною доповіддю про торгівлю людьми (англ. Trafficking in Persons Report) Управління з моніторингу та боротьби з торгівлею людьми Державного департаменту США, уряд Екваторіальної Гвінеї не докладає зусиль у боротьбі з явищем примусової праці, сексуальної експлуатації, незаконною торгівлею внутрішніми органами, законодавство не відповідає мінімальним вимогам американського закону 2000 року щодо захисту жертв (англ. Trafficking Victims Protection Act’s), країна перебуває у списку третього рівня.

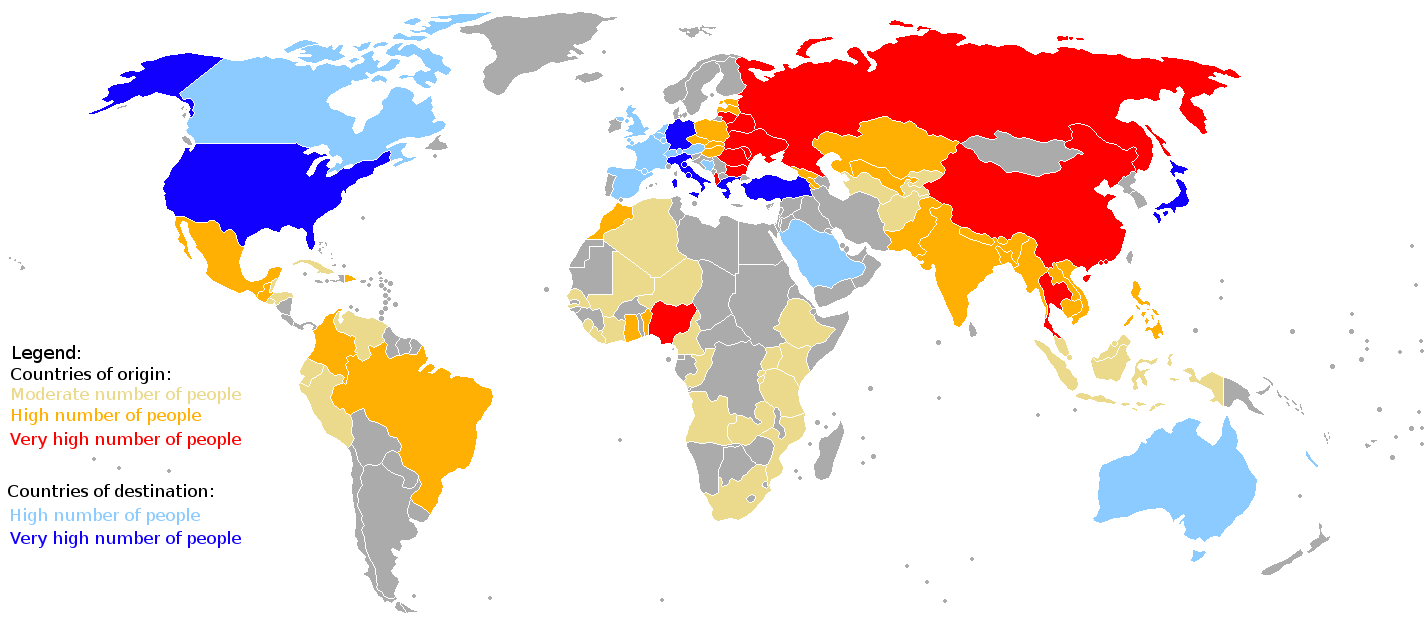
Країни-донори (червоний) і країни-реципієнти кримінальних потоків  (англ.)
Глобальна боротьба з торгівлею людьми (англ.)

## Гендерний стан
Статеве співвідношення (оцінка 2015 року):
- при народженні — 1,03 особи чоловічої статі на 1 особу жіночої;
- у віці до 14 років — 1,03 особи чоловічої статі на 1 особу жіночої;
- у віці 15—24 років — 1,04 особи чоловічої статі на 1 особу жіночої;
- у віці 25—54 років — 0,99 особи чоловічої статі на 1 особу жіночої;
- у віці 55—64 років — 0,76 особи чоловічої статі на 1 особу жіночої;
- у віці за 64 роки — 0,72 особи чоловічої статі на 1 особу жіночої;
- загалом — 0,99 особи чоловічої статі на 1 особу жіночої[1].

## Демографічні дослідження
Демографічні дослідження в країні ведуться рядом державних і наукових установ:

### Українською
- Атлас. 10—11 клас. Економічна і соціальна географія світу / упорядники :  О. Я. Скуратович, Н. І. Чанцева. — К. : ДНВП «Картографія», 2010. — ISBN 978-966-475-639-3.
- Атлас світу / голов. ред. І. С. Руденко ; зав. ред. В. В. Радченко ; відп. ред. О. В. Вакуленко. — К. : ДНВП «Картографія», 2005. — 336 с. — ISBN 9666315467.
- Безуглий В. В. Економічна і соціальна географія зарубіжних країн : Навчальний посібник. — К. : ВЦ «Академія», 2007. — 704 с. — ISBN 978-966-580-239-6.
- Безуглий В. В., Козинець С. В. Регіональна економічна і соціальна географія світу : Навчальний посібник. — видання 2-ге, доп., перероб. — К. : ВЦ «Академія», 2007. — 688 с. — ISBN 966-580-144-9.
- Головченко В. І., Кравчук О. Країнознавство: Азія, Африка, Латинська Америка, Австралія і Океанія. — К., 2006. — 335 с. — ISBN 966-8939-04-2.
- Гудзеляк І. І. Географія населення: Навчальний посібник / І. Гудзеляк. — Л. : Видавничий центр ЛНУ імені Івана Франка, 2008. — 232 с. — ISBN 978-966-613-599-8.
- Дахно І. І. Країни світу: Енциклопедичний довідник / І. І. Дахно, С. М. Тимофієв. — К. : Мапа, 2011. — 606 с. — (Бібліотека нового українця) — ISBN 978-966-8804-23-6.
- Дахно І. І. Економічна географія зарубіжних країн : навчальний посібник. — К. : Центр учбової літератури, 2014. — 319 с. — ISBN 978-611-01-0682-5.
- Джаман В. О. Регіональні системи розселення: демографічні аспекти. — Чернівці : Рута, 2003. — 392 с. — ISBN 9665685988.
- Дорошенко Л. С. Демографія: Навчальний посібник. — К. : МАУП, 2005. — 112 с. — ISBN 966-608-442-2.
- Дубович І. А. Країнознавчий словник-довідник. — 5-те вид., перероб. і доп. — К. : Знання, 2008. — 839 с. — ISBN 978-966-346-330-8.
- Економічна і соціальна географія країн світу. Навчальний посібник / За ред. Кузика С. П. — Л. : Світ, 2002. — 672 с. — ISBN 966-603-178-7.
- Загальна медична географія світу / В. О. Шевченко [та ін.] — К. : [б.в.], 1998. — 178 с.
- Книш М. М., Мамчур О. І. Регіональна економічна і соціальна географія світу (Латинська Америка та Карибські країни, Африка, Азія, Океанія) : навч. посіб. — Л. : ЛНУ ім. Івана Франка, 2013. — 368 с. — ISBN 978-617-10-0007-0.
- Крисаченко В. С. Динаміка населення: Популяційні, етнічні та глобальні виміри. — К. : Видавництво Національного інституту стратегічних досліджень, 2005. — 368 с. — ISBN 966-554-083-1.
- Любіцева О. О., Мезенцев К. В., Павлов С. В. Географія релігій. — К. : АртЕК, 1999. — 504 с. — ISBN 966-505-006-0.
- Масляк П. О. Країнознавство. — К. : Знання, 2007. — 292 с. — (Вища освіта XXI століття)
- Масляк П. О., Дахно І. І. Економічна і соціальна географія світу / П. О. Масляк, І. І. Дахно ; за ред. П. О. Масляка. — К. : Вежа, 2003. — 280 с. — ISBN 966-7091-53-8.

### Російською
- (рос.) Экваториальная Гвинея // Демографический энциклопедический словарь / главн. ред. Валентей Д. И. — М. : Советская энциклопедия, 1985. — 608 с.
- (рос.) Экваториальная Гвинея // Африка: энциклопедический справочник [в 2-х тт.] / гл. ред. А. А. Громыко. — М. : Советская энциклопедия, 1987. — Т. 2. — 671 с.
- (рос.) Экваториальная Гвинея // Страны и народы. Африка. Западная и Центральная Африка / Редкол. : М. Б. Горнунг, Г. Б. Старушенко (отв. ред.) и др. — М. : «Мысль», 1979. — 301 с. — (Страны и народы) — 180 тис. прим.
- (рос.) Атлас народов мира / Отв. ред. С. И. Брук и В. С. Апенченко. — М. : ГУГК ГГК СССР и Институт этнографии им. Н. Н. Миклухо-Маклая АН СССР, 1964. — 185 с. — 20 тис. прим.
- (рос.) Численность и расселение народов мира. Этнографические очерки / под ред. С. И. Брука. — М. : Издательство АН СССР, 1962. — 487 с.
- (рос.) Лаппо Г. М. География городов: Учебное пособие для географических факультетов вузов. — М. : Туманит, изд. центр ВЛАДОС, 1997. — 476 с. — ISBN 5-691-00047-0.
- (рос.) Ягельский А. География населения. — М. : Прогресс, 1980. — 383 с.